# Arsène Lupin III
Arsène Lupin III (japonés: ル パ ン 三世, romanización: Rupan Sansei) es un personaje ficticio creado por Monkey Punch como protagonista de su serie de manga Lupin III, que debutó en Weekly Manga Action el 10 de agosto de 1967. Según su creador, Lupin es el nieto del caballero ladrón creado por Maurice Leblanc, Arsène Lupin.
Reconocido en todo el mundo como el ladrón número uno, Lupin es un maestro del disfraz y la deducción, tirador e inventor de numerosos dispositivos útiles. Amante de las aventuras y con una mente brillante que siempre sabe qué hacer en cualquier situación. Como tal, ha sido responsable de atracos que ninguna persona cuerda creería posible. Mientras que ocasionalmente es arrestado y encarcelado por el inspector del ICPO, Koichi Zenigata, siempre logra escapar ileso.
El manga original difiere significativamente en comparación al anime que es casi para toda la familia. Teniendo referencias explícitas al sexo y la violencia. Y con el personaje de Lupin también diferente como resultado. Además, él y su famosa pandilla, la hermosa Fujiko Mine, el genial pistolero Daisuke Jigen y el samurái Goemon Ishikawa XIII, rara vez trabajan juntos en la versión del manga, pero no obstante son un equipo inseparable en varias producciones de anime.

## Orígenes
El objetivo de la serie Lupin III era producir una serie de comedia de aventuras que reflejara los rasgos del personaje de Leblanc, Arsène Lupin. Originalmente, la intención era mantener en secreto los lazos de sangre entre los dos personajes ficticios, sin embargo, Monkey Punch fue convencido por otros de no hacerlo. Combinó elementos de Arsène Lupin con James Bond para desarrollar el personaje de Lupin III y lo convirtió en un "compañero despreocupado".
En el manga original, Lupin y su equipo generalmente trabajan individualmente para sus propios objetivos. El autor explicó que solo en el anime operan juntos con frecuencia, sospechando una regla no escrita de que los cinco personajes principales tienen que aparecer en cada episodio. Él cree que Lupin y Fujiko son similares a los personajes de D'Artagnan y Milady de Winter, y los describe como "No necesariamente amantes, no necesariamente marido y mujer, sino más bien divirtiéndose como hombres y mujeres". El inspector Zenigata fue concebido como el rival de Lupin para crear un "Tom y Jerry humano". Monkey Punch dijo que el atractivo de dibujar a Lupin proviene de que el personaje puede ir a cualquier parte sin obstáculos y puede hacer lo que quiera, cuando quiera. Sin embargo, esto se contrasta con el atractivo de la estricta personalidad de Zenigata. El creador ha dicho que cree que la historia de Lupin III nunca puede terminar, pero que si tuviera que hacerlo, tanto Zenigata como Lupin tendrían que terminar como iguales. Ambos fracasarían, ambos ganarían o ambos envejecerían.
En el típico estilo de anime, la apariencia de Lupin es ambigua y tiende a cambiar un poco con los años. Tiene el pelo negro y con un peinado hacia atrás. Sus patillas características se extienden desde la oreja hasta casi la barbilla. Tiene preferencia por las botas grandes y bastante simples. Lupin es alguien elegante, por lo general, usa una camisa con botones, corbata, pantalones y una chaqueta deportiva de colores brillantes, exclusivamente roja en el manga, mientras que en la animación sus chaquetas son de varios colores que codifican por color sus series de televisión (Verde para la Parte I, Cagliostro, OVA's y The Woman Called Fujiko Mine; rojo para la Parte II, pero rojo con corbata amarilla en la mayoría de las películas y especiales de televisión; rosa para la Parte III y azul para la Parte IV y la Parte 5).[cita requerida]

## Personalidad
En el manga original de Monkey Punch, Lupin es arrogante, bastante crudo y en su mayor parte implacable. Es en gran medida el hombre de las damas, a menudo las usa para su propio beneficio, pero no está más allá de imponerse a las mujeres que se resisten a él. Mike Toole de Anime News Network se refirió al personaje como un "ladrón rudo, borracho y lujurioso". Esto contrasta totalmente con su versión del anime, que aunque sea un hábil ladrón, se presenta como un tonto caballeroso que disfruta ayudando a los menos afortunados que él. Además, Lupin a menudo se encarga con su pandilla de detener a los delincuentes involucrados en crímenes más violentos y dejarlos para que Zenigata los arreste. En el anime, mientras se imagina a sí mismo como un Casanova, su éxito real con las mujeres es errático y tiende a fracasar.
Aunque la lealtad de su pandilla ha sido un problema, con Fujiko dispuesta a traicionar y Goemon prometiendo finalmente matarlo, Lupin aún dejará todo para ayudarlos; además, el equipo preferiría enfrentar la tortura que traicionar a Lupin. Esta regla de lealtad que curiosamente se extiende también al Inspector Zenigata, a quien Lupin considera un respetado amigo y oponente. El Inspector corresponde a este respeto y, por gratitud, ha prometido nunca intentar matar a Lupin.
Parece que a Lupin le encanta robar más que tener el tesoro que buscaba. Lupin disfruta más en el desafío de robar y, mientras tenga éxito en el atraco, generalmente no está tan molesto cuando termina con las manos vacías; Ha habido ocasiones en que perdió el objeto o lo tiró intencionalmente. También ha habido momentos en que Lupin robó un objeto solo para dárselo a otra persona, como si le perteneciera legítimamente o si lo necesitaran más que él.
Cuando no está involucrado en actividades delictivas, Lupin generalmente pasa su tiempo saliendo con chicas hermosas, pescando, conduciendo autos de carrera, asistiendo a cenas formales, jugando al billar, jugando en casinos y participando en una sociedad de cafés. Sus comidas favoritas parecen ser principalmente cocina francesa, sushi y mariscos; cuando está en un trabajo, puede conformarse con fideos ramen. En Lupin the Third Part 5, se muestra con afecto por las galettes. También fuma cigarrillos. Su cigarrillo preferido es la famosa marca francesa Gitanes. Lupin es un famoso piloto de carreras, compitiendo en varios eventos internacionales cuando el tiempo lo permite. También es como un mago que le encanta confundir a sus oponentes con varios trucos: es decir, un cigarrillo que explota en confeti, una pistola con un guante de boxeo y tonterías como un chicle que se convierte en plástico después de una breve masticación.

## Habilidades
Físicamente, Lupin es un hombre con fuerza promedio, pero te puede lanzar un buen golpe. Es increíblemente flexible y rápido, y su destreza es como la de un gato en precisión y rapidez. Su talento en el arte del disfraz bordea al sobrehumano, es capaz de hacerse pasar por cualquier hombre o mujer en la cara, la voz y el vestuario después de una mínima observación. Esta habilidad es tan completa que incluso puede engañar a amigos cercanos. Su cuerpo flaco le permite hacerse pasar fácilmente por personas más grandes mediante el uso de atuendos de gran tamaño. Su disfraz favorito siempre ha sido el del inspector Zenigata.
Lupin posee un conocimiento enciclopédico de varios temas, como la historia, las diferentes ciencias, fluidez en varios idiomas, etc. Muestra una intuición sorprendente y una rápida conciencia de su entorno. Así como en el episodio 6, un especial referenciando a la Parte 3 del anime Lupin III: Parte 5, se menciona que posee un Coeficiente Intelectual de 300. Aunque no se podría tomar muy en serio ya que en este episodio tampoco se toma en serio. Pero esta es una de las tantas referencias a que Lupin posee una inteligencia y conocimiento sobrehumano.
Lupin utiliza el clásico y desactualizado Walther P38, una elegante pistola Alemana de los años 40. Con esta se muestra que es un excelente tirador, ya que en más de una ocasión es capaz de desarmar a sus oponentes con solo dispararles al arma en sus manos. Aunque no llega a la capacidad de puntería de Jigen.
A pesar de la naturaleza criminal de sus actividades, Lupin tiene un código estricto que sigue para no manchar su reputación. A Lupin no le gusta matar y se preocupa por usar medios no letales para lograr sus objetivos. Si bien él no intenta matar, está dispuesto a disparar contra cualquier enemigo que amenace a sus amigos o aliados.

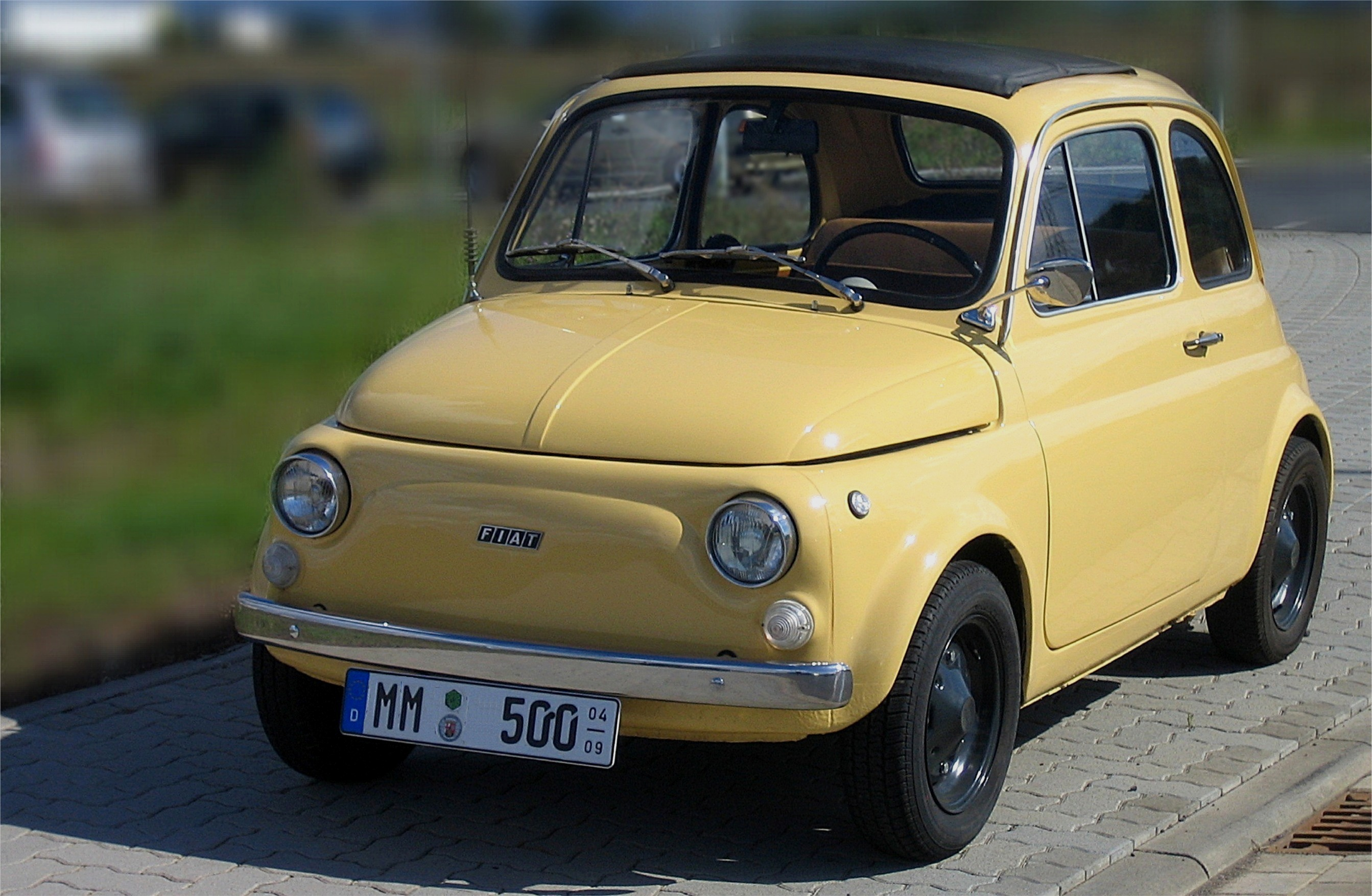
Fiat 500 que utiliza Lupin desde El Castillo de Cagliostro

Lupin es un talentoso conductor, motociclista y piloto. Sus automóviles favoritos parecen ser el Mercedes Benz SSK o un Fiat 500 de 1965 mejorado, el más famoso, visto por primera vez en el Castillo de Cagliostro. También vale la pena mencionar el Alfa Romeo 6C 1750. En el caso del SSK, uno de los autos más raros del mundo, siempre algún un problema parece causar la destrucción del auto en prácticamente todos los episodios que se presentan. Lupin al parecer tiene varios modelos SSK en posesión, posee una selección de modelos falsificados o tiene un talento extremo en la reparación y reconstrucción de automóviles. Y esto no pasa solo con este modelo, ya que en el caso del Fiat, también se le suele dañar seguido.
Lupin es un artista del escape formidable, es capaz de romper cualquier caja fuerte o escapar de emboscadas en momentos. Está preparado para todas las contingencias.
A pesar de su fachada de travesuras infantiles imprudentes, como dejar notas de cuándo hará próxima travesura, la brillantez de Lupin para las tácticas y la originalidad desmiente cualquier subestimación que su comportamiento pueda haber implicado. En el especial de Lupin III vs Detective Conan, no solo descubrió que Conan era mucho más inteligente de lo que parecía, sino que también había discernido su identidad como Shinichi Kudo.

## Origen étnico
Lupin se describió a sí mismo ante un soldado imperial como una herencia mixta japonesa. Goemon respondió de inmediato diciendo que Lupin no era japonés, pero que aún era digno de respeto.
Los orígenes étnicos de Lupin no se han especificado nunca. En el 2008 OVA Green Vs. Rojo, un dossier en poder de Zenigata indica que su lugar de nacimiento es "desconocido". Admite ser francés como su abuelo, pero aparentemente suele vivir en Japón. El inspector Zenigata lo llamó japonés y el mismo Lupin se refirió a sí mismo como "mitad japonés, mitad francés" (Lupin III: Parte 2, episodio 118).
En la primera serie de televisión, Lupin III: Parte 1 episodio 13 ("¡Cuidado con la máquina del tiempo!"), Lupin engaña a Mamo Kyosuke vistiéndose como un campesino japonés y actuando como si estuvieran en el Japón feudal. Lupin le dice específicamente a Mamo que el antepasado cuyo rostro se parece más era japonés.
Lupin a menudo habla tanto de su famoso abuelo como de su padre, ambos ladrones. Ocasionalmente cita el consejo de su abuelo y ha intentado completar o repetir los atracos intentados por sus antepasados con buena o mala suerte.
Aunque en Lupin III: Parte 5, en un flashback de la vida joven de Lupin en Francia, Lupin menciona que entonces conseguirá el título de "Tercero", queriendo decir tal vez que el "Lupin III" es solo un título y no es el tercero de la descendencia de Arsène Lupin. Aunque en el universo de Lupin no haya un canon oficial, se hacen este tipo de referencias. Pero jamás se podría afirmar con certeza si de verdad se refiere a que "Tercero" es solo un título o es realmente un descendiente.